# اچ‌ام‌ای‌اس آلن‌وود
اچ‌ام‌ای‌اس آلن‌وود (به انگلیسی: HMAS Allenwood) یک کشتی است که طول آن ۱۴۷ فوت (۴۵ متر) می‌باشد. این کشتی در سال ۱۹۲۰ ساخته شد.